# Caisson

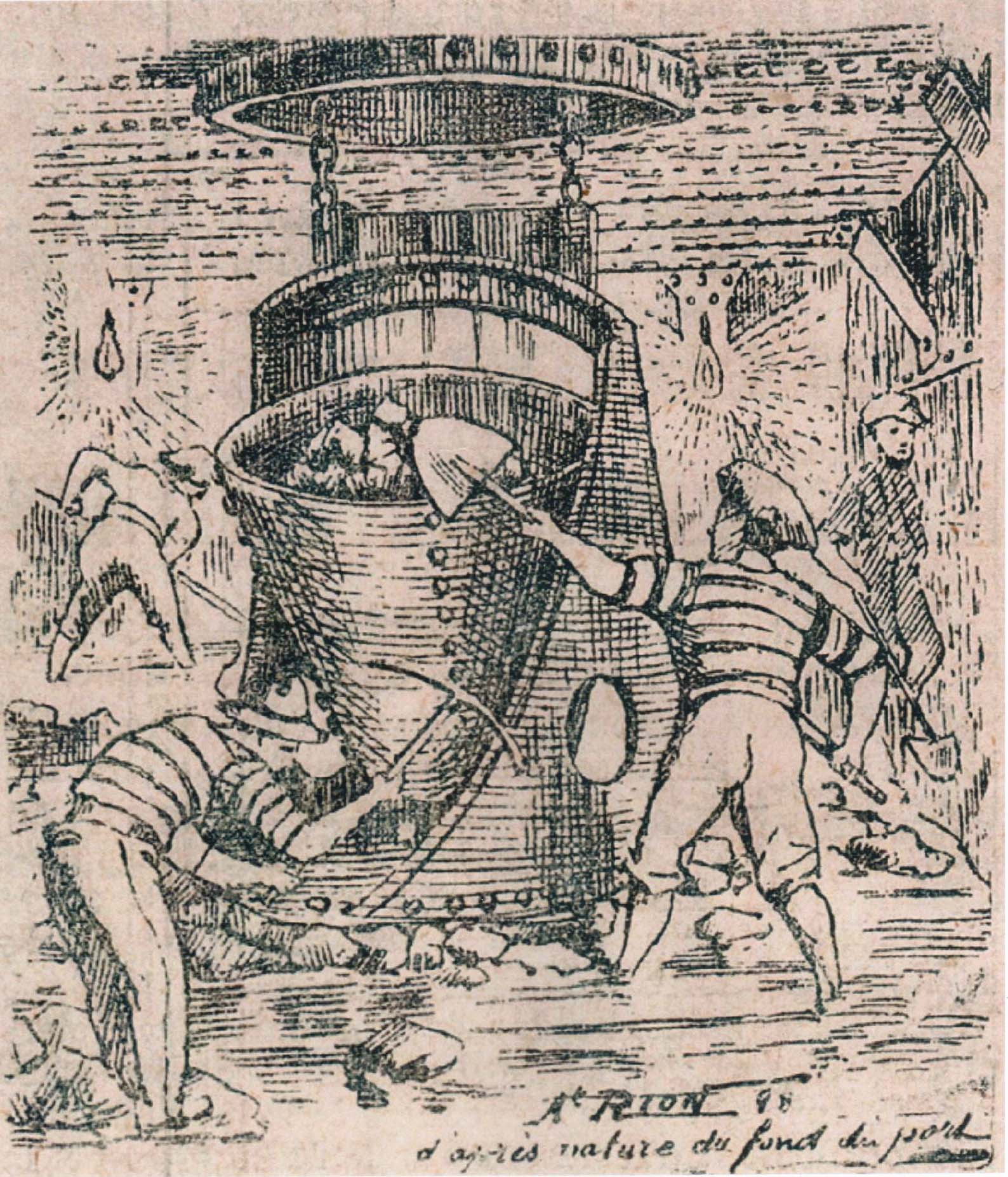
Negentiende-eeuwse arbeiders aan het werk in een caisson

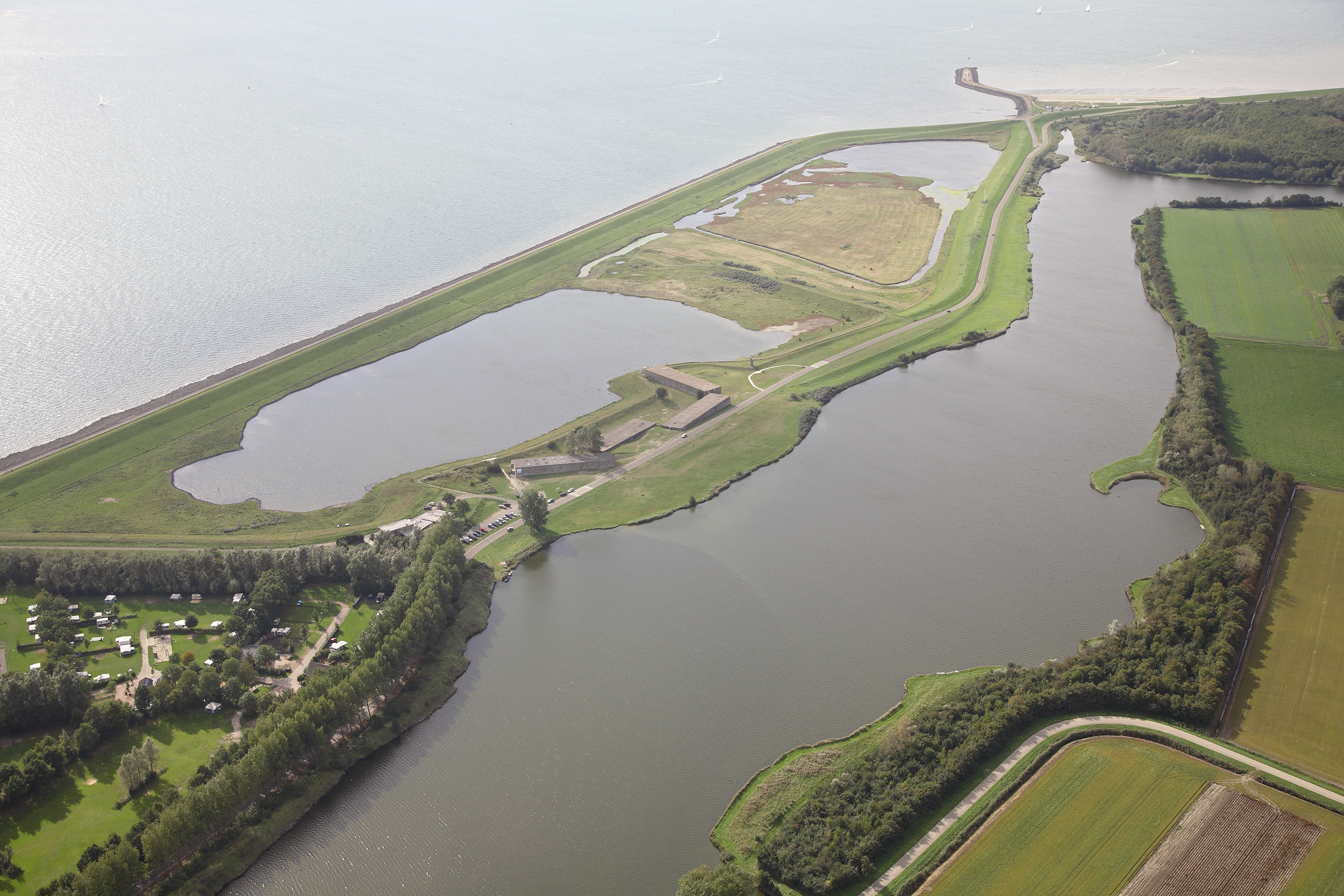
Vier caissons werden in 1953 afgezonken bij Ouwerkerk in Zeeland om een dijkgat te dichten

Schema caisson als werkruimte

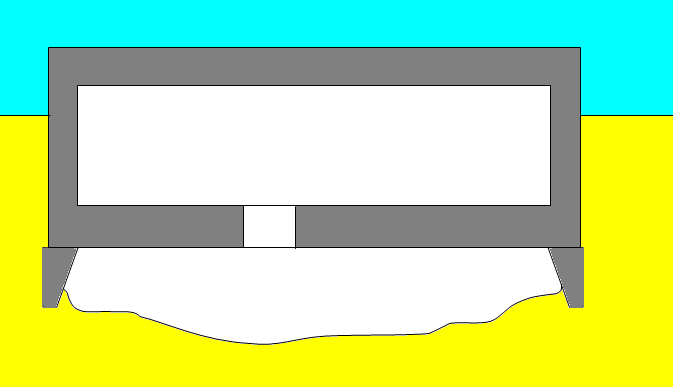
Caisson tijdens afzinken

Een caisson is een betonnen, stalen en soms houten constructie, die men laat zakken door grond onder de constructie weg te graven of, in de waterbouw, door kleppen te openen. Een caisson is een vorm van een fundering op staal en wordt toegepast bij diepliggende kelders, pijlers en andere bouwwerken die (deels) onder water moeten komen. Afzinkbare caissons worden in de waterbouw toegepast voor tunnels, voor de bouw van caissongolfbrekers en bij het sluiten van dijken. Deze caissons worden op de bodem geplaatst en niet verdiept geplaatst tot onder de bodem door ontgraving. Soms wordt wel een ruimte tussen bodem en caisson opgevuld door het onderspoelen met zand.
Een caisson is ook een werkruimte onder water met overdruk (duikerklok).

## Geschiedenis
Caissons werden rond 1883 voor het eerst op grote schaal toegepast bij de bouw van de Amerikaanse Brooklyn Bridge. Hier gingen de arbeiders zonder verdere maatregelen onder overdruk aan het werk. Zo ontdekte men de caissonziekte. Een pionier in het toepassen van caissons voor golfbrekers was ir. A.C.C.G van Hemert (1857-1926) die hiervoor de Hollandsche Maatschappij tot het maken van werken in Gewapend Beton (de latere HBG) oprichtte. Dit bedrijf was eind 19e eeuw,  begin 20e eeuw succesvol in Zuid-Amerika en in Indonesië. 

## Toepassingen
Caissons zijn onder andere toegepast op de volgende locaties:
- als tijdelijke havens (Mulberryhaven) bij de landing in Normandië
- sluiting Brielse Maasdam (1950)
- afdichting van dijken na de watersnood van 1953
- als invaarbare afsluitdam om het water van de rivier de IJssel op te stuwen ten behoeve van de IJssellinie, een naar het Oosten gerichte militaire verdedigingslinie gedurende de Koude Oorlog (1954)
- bij de Deltawerken zijn op verschillende plaatsen doorlaatcaissons gebruikt
- centrale commandopost Gasuniegebouw in Groningen
- pijler Erasmusbrug te Rotterdam (1995)
- Deurkassen van de nieuwe sluis te IJmuiden (2019)

Golfbrekers
Buiten Nederland en België worden caissons veel toegepast voor de bouw van golfbrekers. Een caisson-golfbreker is een zinvolle oplossing als deze golfbreker in relatief diep water moet worden gebouwd, vandaar dat ze in Nederland en België niet toegepast worden. In Japan zijn heel veel caisson-golfbrekers gebouwd. 

### Tunnels
Caissons worden gebruikt voor de bouw van afgezonken tunnels, waarbij meerdere caissons achter elkaar samen een tunnelbuis vormen. In Nederland zijn vrijwel alle verkeerstunnels die onder waterlopen doorgaan, afgezonken tunnels. Uitzonderingen zijn de Westerscheldetunnel (geboord) en de Velsertunnel (in den droge gebouwd in een bouwput).Voorbeelden zijn:
- de metro van Parijs onder de Seine (1906)
- de Maastunnel in Rotterdam (1942)
- de Kennedytunnel in Antwerpen (1969)
- de IJtunnel in Amsterdam (1968)
- de aanleg van de Oostlijn van de metro in Amsterdam (1970)
- de Oosterweeltunnel in Antwerpen (2023)

Ook worden caissons toegepast bij het maken van een schacht voor geboorde tunnels, voorbeelden daarvan zijn:
- de ontvangstschacht van de Westerscheldetunnel bij Ellewoutsdijk (2000)
- de startschacht van Noord/Zuidlijn, nabij station Amsterdam Centraal (2005)

## Opbouw
Een caisson bestaat in hoofdzaak uit een betonnen bak. In de vloer van deze bak bevindt zich een toegangsluik, en langs de buitenomtrek van de bak, onder de vloer zit een snijrand. De buitenomtrek van de snijrand is iets groter dan de buitenomtrek van de bak. In de constructie worden pijpleidingen opgenomen, voor de aan- en afvoer van water, elektriciteit en andere voorzieningen.

## Afzinkprocedure
Onder de vloer van het caisson wordt de grond ontgraven. Dit ontgraven geschiedt in rotsarme gebieden door de grond los te woelen met hogedrukspuiten. De losgewoelde grond wordt door een buizenstelsel opgezogen en afgevoerd. Eventuele grote brokstukken worden gesloopt en apart afgevoerd. De druk die de snijrand op de bodem uitoefent wordt door het ontgraven steeds groter. Wanneer de grond onder de snijrand uiteindelijk bezwijkt, zal het caisson zakken, tot het uiteindelijk nieuw evenwicht vindt. Hierna wordt opnieuw ontgraven tot de gewenste diepte is bereikt. De ruimte onder het caisson wordt onder overdruk gehouden. Hierdoor kan het grondwater deze ruimte niet binnendringen en is het mogelijk de ruimte voor arbeiders begaanbaar te houden. Het ontgraven geschiedt door caisson-arbeiders; zij zijn lichamelijk gekeurd om  onder hoge luchtdruk te kunnen werken. Gezien de overdruk is een luchtsluis ter plaatse van het toegangsluik noodzakelijk.
Het komt voor dat het caisson niet verder wil zakken, bijvoorbeeld door de opwaartse druk van het grondwater. Men kan de overdruk onder het caisson dan even laten wegvallen, zodat het caisson even schrikt. Ook kan men het caisson vullen met ballast, bijvoorbeeld met water. De wrijving tussen de buitenzijde van het caisson en de grond is al klein, doordat de buitenomtrek van de snijrand groter is gehouden dan de buitenomtrek van de bak waardoor tijdens het zakken een spleet ontstaat. Deze spleet kan worden geïnjecteerd met een smeermiddel zoals bentoniet.

## Afbouw
Tijdens het afzinken wordt vaak nog doorgebouwd. Eenmaal op de gewenste diepte, wordt de ruimte onder het caisson afgevuld met beton. Het toegangsluik, de leidingen en andere installaties worden verwijderd, en men kan beginnen met de verdere opbouw van de constructie.

## Eenheidscaisson
De eenheidscaissons zijn caissons met standaard maten, die in een relatief groot aantal na de stormramp van 1953 gemaakt zijn Er moesten toen veel sluitgaten gedicht worden, en de gedachte was dat veel daarvan met een caisson zouden kunnen worden afgesloten. Maar omdat de maat van de uiteindelijke sluitgaten niet bekend was, en de bouw van de caissons redelijk wat tijd kost, had men kort na 1 februari 1953 besloten om op voorhand al een groot aantal relatief kleine caissons te laten maken, die op veel plaatsen ingezet zouden kunnen worden, de eenheidscaissons. Later zijn deze caissons ook bij de Deltawerken ingezet.

## Doorlaatcaisson

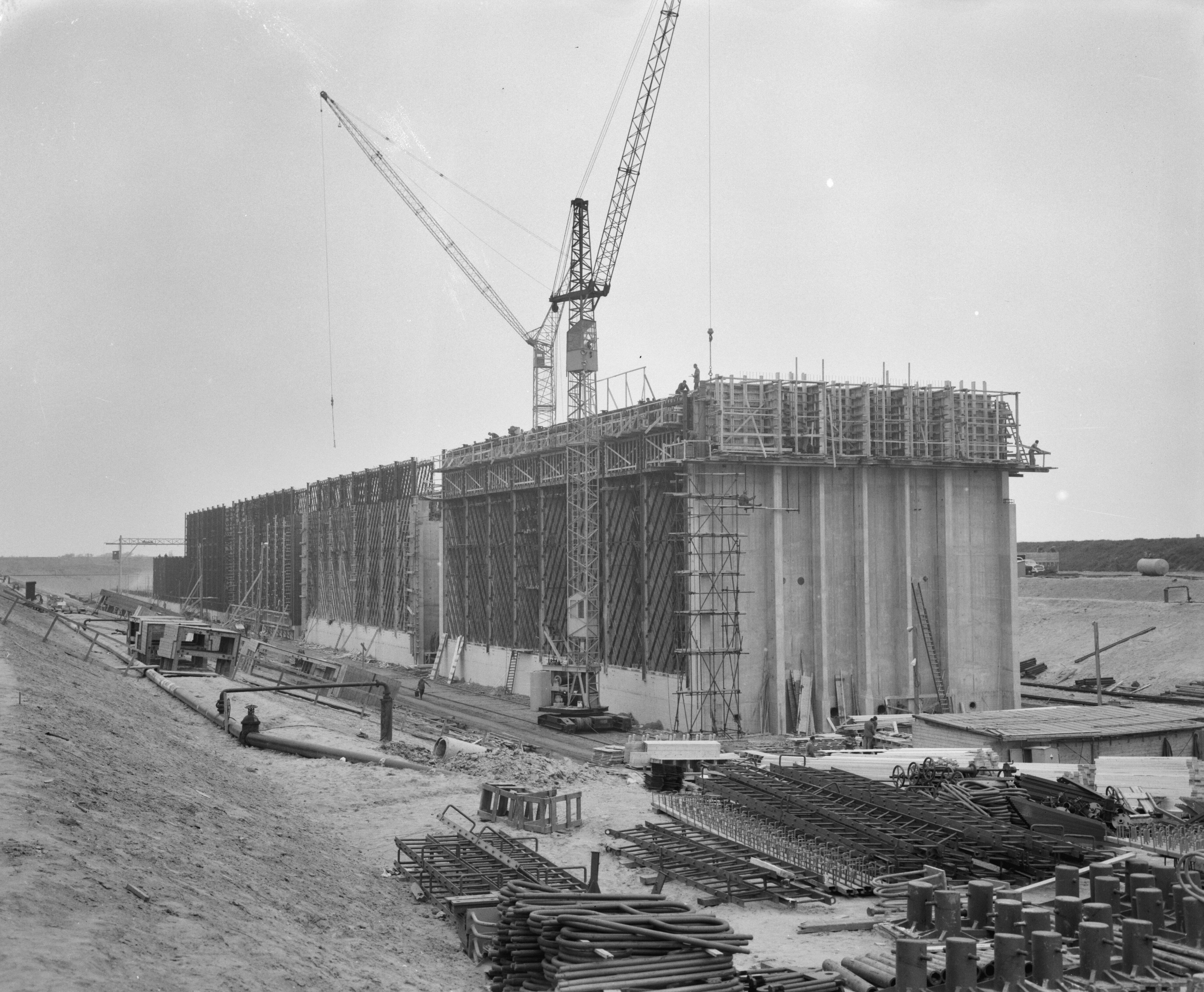
Doorlaatcaissons voor de Veerse Gatdam in aanbouw in bouwdok Oostwatering

Bij doorlaatcaissons wordt het bed onder het caisson niet ontgraven bij de plaatsing, het caisson wordt op de bodem geplaatst. Het caisson heeft schuiven die na plaatsen geopend worden om de getijstroom door te laten. Het caisson wordt tijdelijk waterdicht gemaakt met houten schotten om afzinken mogelijk te maken.
fundering op staal · fundering op putten · grondverbetering · paalfunderingen (lijst van funderingspaalsystemen) · verdichten